# Impiegati
(Dario)
Impiegati è un film del 1985 diretto da Pupi Avati.
È stato presentato nella Quinzaine des Réalisateurs al 38º Festival di Cannes.

## Trama
1984. Proveniente da Modena, il neolaureato Luigi Stanzani arriva a Bologna per prendere servizio presso un importante istituto di credito. Luigi divide l'appartamento con Dario, figlio di un amico di famiglia, iscritto al DAMS. In banca lo aspetta una vita difficile. Timido e impacciato, Luigi non riesce inizialmente a integrarsi con i colleghi, che gli appaiono come dei prevaricatori. Il vicino di scrivania lo mette in guardia contro un gruppo di colleghi "montati", ma Luigi non si fida dei giudizi altrui e rifiuta quel suggerimento. Una sera esce con Marcella, ma la ragazza si dimentica subito di lui quando incontra gli altri. Enrico, uno dei più abili e svelti, lo induce addirittura a corteggiare sua moglie Annalisa per poi raccomandargli una pratica importante. Inoltre il capoufficio Pozzi, anziano pieno di nevrosi e complessi, fa di Stanzani il suo confidente e parafulmine delle sue paranoie.  
In seguito, Luigi riesce comunque a integrarsi nel gruppo, partecipando anche a feste ed uscite con i colleghi del "grande giro" (come li definisce ironicamente il suo vicino di scrivania). Anche Dario (riservato e schivo ma sensibile) frequenta il gruppo e attira l'attenzione di Annalisa, che se ne innamora. Ben presto, Enrico si trova in difficoltà con la banca per i suoi piccoli imbrogli ed è costretto a dimettersi; scopre inoltre la tresca della moglie e convince Dario a lasciarla. Ma il ragazzo, fragile e indifeso, muore poco dopo in un incidente stradale. 
Con la scomparsa di Dario, il trasferimento del capoufficio, che lo raccomanda bene al suo successore, e la partenza di Enrico, la vita in banca riprende come prima. Luigi, da parte sua, continuerà a comportarsi come gli detta il cuore, senza preoccuparsi di piacere all'uno o all'altro, contento in fondo della sua natura di bravo ragazzo o forse finalmente pacificato dall'aver saputo accettare la sua indole (bravo a livello professionale, meno nelle relazioni sociali). Ora anche più forte grazie all'esperienza, prosegue nel suo lavoro riuscendo anche ad accettare con humour il "due di picche" che gli rifila una nuova impiegata.

## Accoglienza

### Critica
Film di discreto successo, Impiegati può apparire oggi come una storia un po' datata, ma utile per comprendere il clima dell'epoca nel mondo del lavoro e il modo in cui il regista bolognese si accosta al tema dei giovani. Stando alle dichiarazioni dello stesso regista, è una sorta di aperta rilettura - non priva di critiche manifeste e di sottolineate ambiguità nei riguardi del presente - al film di Ermanno Olmi Il posto (1961). Avati mette schiettamente a paragone le due epoche e tutti i lati oscuri del boom economico degli Anni '60, con tutte le miserie che facevano da contorno all'epoca, con le tante miserie umane che si palesano man mano nella presunta Eldorado degli Anni '80 italiani. Il cinema di Pupi Avati è infatti un cinema abitato da giovani, che lo attraversano lungo tutta la filmografia, da un genere all'altro. Al momento della sua uscita in sala, Impiegati fu molto lodato dalla critica, che valorizzò molto la tecnica e il linguaggio del film parlando di "montaggio essenziale" e "taglio deciso" ma anche di "affettuosa partecipazione alla tragedia più tipica del nostro tempo: quella della mediocrità". Il principale merito di Avati è qui quello di aver individuato per primo il fenomeno degli 'yuppies' e di averne denunciato i drammi e le conseguenze.
Antonello Sarno nota una certa approssimazione nel tratteggio dei caratteri e una quotidianità bancaria piuttosto da macchietta, ma Impiegati colpisce per il suo sguardo negativo, per l'antipatia suscitata dai personaggi, tutti impiegati squallidi senza nessun altro obiettivo che quello di far soldi e primeggiare sugli altri a qualunque costo. Al loro confronto, gli anziani del film (ottimamente rappresentati dalla perfetta caratterizzazione di Gianni Musy, il direttore della filiale) risultano ridicoli se non patetici, non per colpe proprie, ma perché escono sconfitti dal paragone con i giovani rampanti. Solo Luigi, in qualche modo, riesce a trovare il coraggio di comprenderli e di conservare i vecchi valori.